# Johann Christian Edelmann

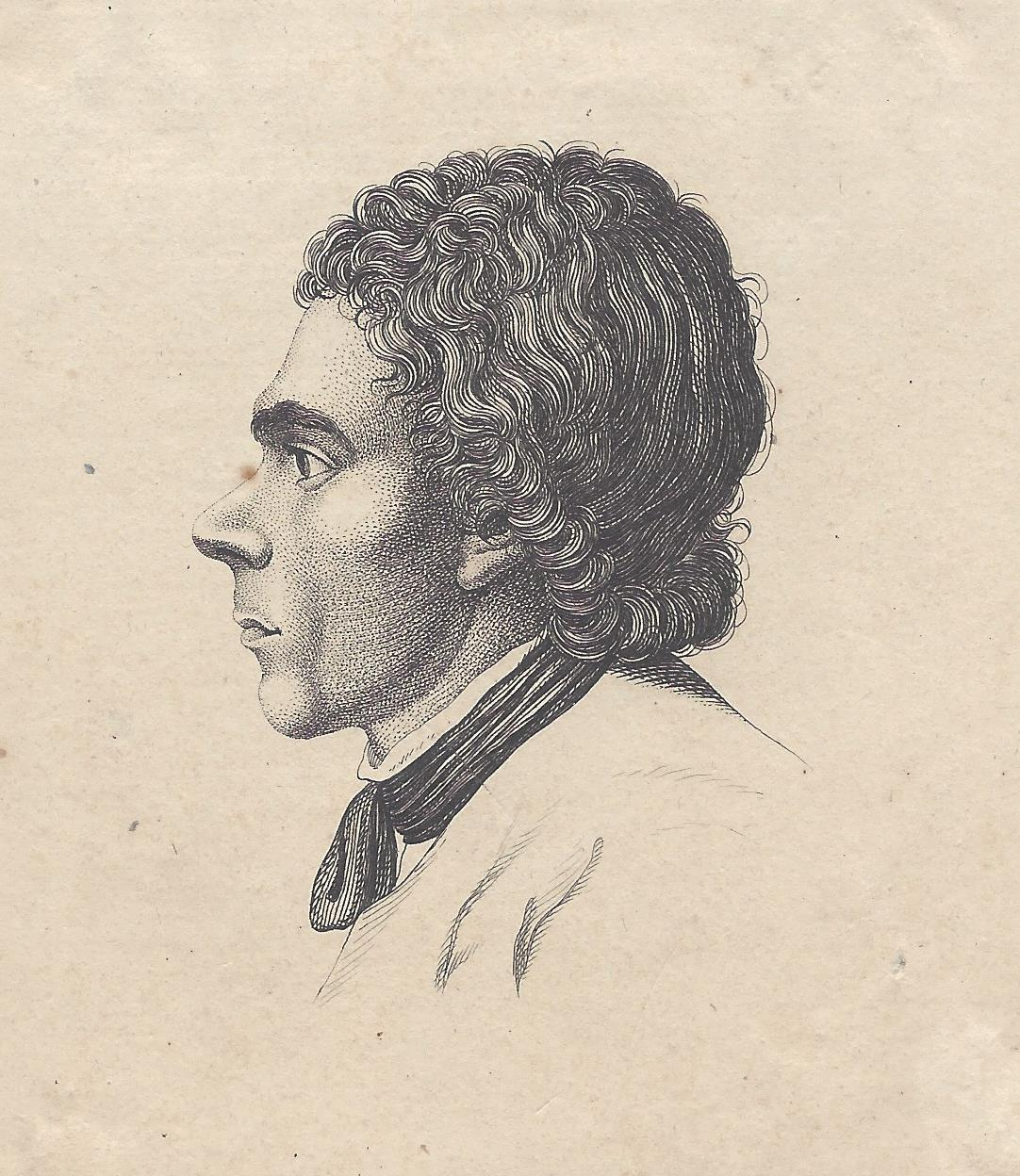
Johann Christian Edelmann. Aus einer Ausgabe der Physiogomischen Fragmente Johann Kaspar Lavaters.

Johann Christian Edelmann (* 9. Juli 1698 in Weißenfels; † 15. Februar 1767 in Berlin) war ein deutscher Pietist, Religionskritiker, Frühaufklärer und Schriftsteller.

## Leben
Johann Christian Edelmann wurde als Sohn der Eheleute Gottlob Edelmann († 1731) und Dorothea Magdalene, geborene Haberland († 1723) geboren. Er besuchte in Lauban das Lyzeum und von 1715 bis 1719 das Gymnasium in Altenburg. Anschließend studierte er mit Lorenz Schmidt von 1720 bis 1724 evangelische Theologie. Neben Johann Franz Buddeus, der Kritiker des Wolffianismus war, hörte er bei Johann Georg Walch und Johann Andreas Danz in Jena. Aus finanziellen Gründen verzichtete er auf Prüfungen. Im Jahr 1725 fand er eine Anstellung als Hauslehrer bei den Grafen Hector Wilhelm Kornfeil (1686–1759) in Würmla, Wolf Augustin Auersperg (1677–1750).
1728 zog er dann nach Wien und kam dort mit dem „halleschen Pietismus“ in Kontakt. 1731 reiste er nach Sachsen, wo er im Chemnitzer Einzugsgebiet und in Dresden als Hauslehrer tätig war. Gottfried Arnolds Schriften formten ihn zu einem markanten Pietisten, so dass er Kontakt zu den Gichtelianer/Engelsbrüdern, dem Grafen Nikolaus Ludwig von Zinzendorf und 1734 zu dessen Brüdergemeine in Herrnhut suchte.
Auftragsgemäß verfasste er 1735 vier Teile seiner Erstlingsschrift Unschuldige Wahrheiten. Er begleitete Arnold Dippel und Johann Konrad Dippel durch seine Äußerungen und forderte das mystisch-spirituale Christentum. Aufgrund seiner Veröffentlichungen wurde er Mitarbeiter an der Berleburger Bibel, die in den Jahren 1726 bis 1742 auf acht Bände anwuchs.
Er bekannte sich als erster deutscher Gelehrter zum Spinozismus. Animiert durch die Lektüre von Spinozas Tractatus theologico-politius, verfasste er 1740 drei Teile seines wichtigen Werkes Moses mit aufgedecktem Angesicht. In diesen Veröffentlichungen griff er Matthias Knutzen (* um 1646) scharf an, worauf das Reichskammergericht die Konfiskation anordnete. Im Jahr 1741 verließ er Berleburg und ließ sich in der Grafschaft Hachenburg nieder, 1744 ging er nach Neuwied. 1746 entging er der Kerkerhaft.
Nachdem er sich mit Johann Friedrich Haug überworfen hatte, wendete er sich Johann Friedrich Rock und den „Schwarzenauer Neutäufern“ zu. Nach einer Glaubenskrise verfasste er 1743 die vom deistischen Gedanken getragene Schrift Göttlichkeit der Vernunft. Nach einem kurzfristigen Aufenthalt in Braunschweig im Jahr 1746 wich Edelmann nach Altona aus, wo er Lorenz Schmidt, den Autor der 1735 verfassten Wertheimer Bibel traf.
Als Verfasser von mehr als 160 Gegenschriften gehörte er zu denen, deren Schriften durch „Henkershand“, beispielsweise 1750 in Frankfurt, verbrannt wurden. Nach seinem Aufenthalt in Hamburg reiste er 1749 nach Berlin, wo ihm der damalige preußische König Friedrich II. Asyl gewährte unter der Bedingung, weitere Publikationen zu unterlassen. Friedrich II. soll die Asylgewährung damit begründet haben, wenn er „so vielen Narren in seinen Ländern den Aufenthalt verstatten müsse, warum soll er nicht einem vernünftigen Manne ein Plätzchen gönnen?“.
In Berlin lebte Edelmann zurückgezogen, bis er 1767 an einem Schlaganfall verstarb. Ihm wird nachgesagt, er sei bereits in Hamburg Mitglied der „freimaurerischen Gesellschaft“ gewesen. Handschriften in der Hamburger Staatsbibliothek belegen seinen engen Kontakt zu Freimaurern in Hamburg und Berlin auch in seiner letzten Lebensphase.

## Theologische Bedeutung
Graf Johann Friedrich Alexander von Wied-Neuwied hatte Edelmann auf Veranlassung des Neuwieder Konsistoriums ein Glaubensbekenntnis „abgenötigt“. Dieses legte Edelmann am 14. September 1745 vor und erläuterte im Vorwort der ein Jahr später erschienenen Schrift Abgenötigtes, jedoch andern nicht wiederaufgenötigtes Glaubens-Bekenntnis die näheren Umstände dieser Veröffentlichung. Edelmann bekennt in seinem Text in zwölf Artikeln seinen persönlichen Glauben und betont bereits im Titel, er wolle dieses persönliche Credo anderen nicht „wiederaufgenötigen“. So macht er seinen grundsätzlichen Standpunkt zu derartigen Bekenntnisschriften deutlich. Jeden Artikel erläutert er auf den 328 Seiten dieses Buches ausführlich und gibt der Leserschaft mit einem nachfolgenden „Register der vornehmsten Nahmen und Sachen“ eine Möglichkeit der schnellen Orientierung.
Exemplarisch können einige wichtige Aspekte seiner zum Teil sehr harsch formulierten Kritik aufgezeigt werden. Edelmann bezog sich beispielsweise auf Kor. 13,9, wo es heißt, das Wissen und prophetische Reden der Menschen sei „Stückwerk“. Da die Bibel eine unvollkommene Erkenntnis Gottes vermittele, die „von Menschen, durch Menschen, auf Menschen“ gekommen sei, rechne er dieses Buch ebenfalls zu den „Stückwerken“ und bestritt ihre Unfehlbarkeit. Dabei wurde er sehr konkret und zitierte aus der Konkordienformel („sola sacra scriptura iudex, norma et regula“). Die Bibel sei eben seiner Meinung nach nicht eine unfehlbare „Regula und Richtschnur“. Mit der dogmatischen Festlegung sola scriptura hätten die „Pfaffen...über andere haben zu herrschen gesucht“. Mit diesem radikalen Zweifel an dem wichtigsten Grundpfeiler der protestantischen Dogmatik wird die Schrift Edelmanns bereits lange vor Johann Salomo Semler zu einem frühen Dokument der deutschen Aufklärungstheologie, die zur „Krise des Schriftprinzips“ führte.
Edelmanns Glaubensbekenntnis stellt viele weitere kirchliche Dogmen in Frage. So glaube er, dass Jesus „ein wahrer Mensch, wie wir gewesen, und in allen Stücken, kein ausgenommen/ unsere Natur und Eigenschaft gehabt habe“. In seinen Erläuterungen zu seinem ersten Glaubensartikel schreibt er, man müsse also die „Erzehlungen unserer Bibel eben so wohl nach der Vernunfft und dem Verhältnis der Natur“ prüfen wie dies auch bei anderen Büchern üblich sei, die bei anderen Menschen möglicherweise als heilige Schriften gelten. Wer derartig kritische Untersuchungen aber bezüglich der angeblichen „Wunder-Geburt einer Jungfrau ohne Zuthun eines Mannes“ anstelle, werde bald mit dem „Ketzer-Titul“ belegt. Dies führe dazu, dass man der „einträglichen Ämter“ verlustig werde.
Seine Bibelkritik war in seiner 1746 erschienenen Schrift radikal:
Der Popantz / daß ihre Bibel von dem H. Geiste diktiret sey / schröcket nur die / so GOtt und seinen Geist noch nicht kennen: Wer aber weiß, wie es mit diesen, und allen anderen, vor göttlich ausgegebenen Schriften zugegangen, aus was vor Absichten man sie den Menschen aufgedrungen, was vor Räncke dabey gespielt worden, und wie sie endlich zu dem Ansehen gediehen, darin sind bißher gestanden, der kan sich auch unmöglich länger am Narren-Seile herum führen lassen; Hingegen wird er als ein Vernünfftiger / dem abergläubischen Gegentheil mehr als der That / als mit leeren Worten zeigen, daß er auch ohne dergleichen Satzungen redlicher / frömmer und gerechter seyn könne, als alle die, so sich noch von solchen Zwangs-Mitteln mehr aus Furcht vor der zeitlichen Strafe / als aus wahrer Liebe zu GOtt und ihren Nächsten müssen im Zaum halten lassen. 

## Rezeption
Edelmann gilt als ein bedeutender Prosaist vor Gotthold Ephraim Lessing. Als Bruno Bauer 1843 ein Buch über „die atheistische Aufklärung des vorigen Jahrhunderts“ schrieb, das er in Anlehnung an Paul Henri Thiry d’Holbach Das entdeckte Christentum betitelte, bemerkte er in der Vorrede: „Von den deutschen Aufklärern des vorigen Jahrhunderts haben wir nur Edelmann ... als Bundesgenossen brauchen können.“

### Werke
- Unschuldige Wahrheiten…, o. O., 1735–43.
- Bereitete Schläge auf der Narren Rücken, 1738 (gegen J. F. Rock gerichtet)
- Moses mit aufgedecktem Angesicht, Bd. 1–3 o. O., 1740. Bd. 3 online
- Die Göttlichkeit der Vernunft, o. O., 1741.
- Christus und Belial … in einem theologischen Brief-Wechsel zwischen Auctore und Bruder Zinzendorf, 1741
- Die Begierde nach der vernünftigen lautern Milch, o. O., 1744.
- Abgenötigtes, jedoch andern nicht wieder aufgenötigtes Glaubens-Bekenntnis, o. O., 1746; online
- Das Evangelium St.-Harenbergs, o. O., 1747. online
- J. Chr. Edelmanns schuldigstes Danksagungs-Schreiben an den Herrn Probst Süssmilch, 1747
- Joh. Chr. Edelmann's Selbstbiographie, geschrieben 1752, hrsg. v. C.R. W. Klose, Berlin 1849 online
- Sechs Briefe von Johann Christian Edelmann an Georg Christoph Kreyssig, Philipp Strauch (Hrsg.), Halle 1918.

### Moderne Werkausgabe
- Johann Christian Edelmann: Sämtliche Schriften, 12 Bde., hrsg. von Walter Grossmann. Frommann-Holzboog, Stuttgart-Bad Cannstatt 1969–1987, ISBN 978-3-7728-0109-9.

### Sekundärliteratur
- W. Klose, Paul Tschackert: Edelmann, Johann Christian. In: Realencyklopädie für protestantische Theologie und Kirche (RE). 3. Auflage. Band 5, Hinrichs, Leipzig 1898, S. 154–156.
- Wilhelm Kühnert: Johann Christian Edelmann. Ein Beitrag zur Geschichte des österreichischen Protestantismus in der ersten Hälfte des 18. Jahrhunderts. In: Jahrbuch für die Geschichte des Protestantismus in Österreich 67 (1951) S. 25–35.
- Werner Raupp: Edelmann, Johann Christian. In: Biographisch-Bibliographisches Kirchenlexikon (BBKL). Band 20, Bautz, Nordhausen 2002, ISBN 3-88309-091-3, Sp. 434–444 (Artikel/Artikelanfang im Internet-Archive).(mit ausführl. Bibliographie).
- Johann Hinrich Pratje: Edelmann, Johann Christian: Historische Nachrichten von Joh. Chr. Edelmanns, eines berüchtigten Religionsspötters, Leben, Schriften und Lehrbegrif, wie auch von den Schriften, die für und wider ihn geschrieben worden, Hamburg 1753 00005.html online
- Werner Raupp: Edelmann, Johann Christian. In: Heiner F. Klemme, Manfred Kuehn (Hrsg.): The Dictionary of Eighteenth-Century German Philosophers. Bd. 1, London/New York 2010, S. 269–271.
- Annegret Schaper: Ein langer Abschied vom Christentum. Johann Christian Edelmann (1698-1767) und die deutsche Frühaufklärung. Dissertation. Universität Freiburg i. Br. 1995. Tectum, Marburg 1995, ISBN 3-89608-920-X.
- Martin Schmidt: Edelmann, Johann Christian. In: Neue Deutsche Biographie (NDB). Band 4, Duncker & Humblot, Berlin 1959, ISBN 3-428-00185-0, S. 308 (Digitalisat).
- Hermann E. Stockinger: Edelmann, Johann Christian. In: Franklin Kopitzsch, Dirk Brietzke (Hrsg.): Hamburgische Biografie. Band 5. Wallstein, Göttingen 2010, ISBN 978-3-8353-0640-0, S. 101–102.
- Walter Grossmann: Johann Christian Edelmann : from orthodoxy to enlightenment. Den Haag : Mouton, 1976